# Institución Atlética Potencia
La Institución Atlética Potencia es un club de fútbol uruguayo con sede en la ciudad de Montevideo, en el barrio de La Teja. Fue fundado el 13 de febrero de  2001.
Actualmente juega en la Segunda División Profesional de Uruguay, segunda categoría en su sistema de ligas.

## Historia
El club nació el 13 de febrero de 2001, en el barrio La Teja de Montevideo a partir de un grupo de amigos, como una continuación del equipo de exfutbolistas del Colegio Salesiano La Divina Providencia. La Teja es un barrio con una fuertísima densidad de clubes deportivos, siendo el más importante y representativo de la zona el Club Atlético Progreso.
Los primeros años del club transcurrieron en partidos amistosos, principalmente de fútbol, como también de fútbol 5 (fútbol sala). Para el año 2005, Potencia ingresa a la Federación Uruguaya de Beach Soccer y Futvolley, para competir en fútbol playa. En 2006 el club ingresa a la Asociación Uruguaya de Fútbol, y funda junto a Colón, Vramian y Montevideo Rowing, la Liga de Plata de Futsal (equivalente a la segunda división) y a fin de ese año funda la Liga Uruguaya de Fútbol Playa (hoy en día afiliada a la AUF). 

### Primeras participaciones
A pesar de llevar tiempo en la AUF, recién en el año 2010, Potencia forma un equipo para competir oficialmente en fútbol. En su primera participación en la Segunda División Amateur, el equipo finalizó en la 10.ª posición del Torneo Apertura 2010-11, producto de 10 puntos ganados sobre 12 partidos disputados.
En julio de 2011, la institución se vio involucrada en un hecho de violencia. Un jugador del equipo, Christian Esquerre, agredió con un golpe de puño al árbitro del encuentro ante Colón, Marcelo Gómez, haciéndole perder el conocimiento, constatándose luego fractura de maxilar. Finalmente, Potencia finalizó en novena posición en su primera temporada.
En agosto, mediante una donación de terrenos por parte de ANCAP, se concretó la posibilidad de poseer un escenario deportivo propio del club, el cual lleva por nombre "Parque 13 de Febrero" en alusión a la fecha de fundación del club. En la segunda temporada volvió a repetir la novena posición en la tabla general, mejorando la performance al año siguiente clasificando sexto, pero sin entrar a la Liguilla Final.
En la cuarta temporada logra por primera vez ingresar a la Liguilla Final junto a Villa Española, Oriental y Basáñez. Potencia finalizó en cuarta posición. Lo mismo sucede en la edición siguiente (2014-15) compartiendo la fase final con los mismos rivales, excepto Villa Española (ascendido el año anterior) que fue reemplazado en esta ocasión por Albion. En la sexta participación no pudo repetir y finalizó sexto. En 2017 finalizó octavo en el Apertura, y cuarto (entre 8 equipos) en su serie en el Clausura.
En 2018 bajó la producción, terminando 14° entre 16 participantes, pero al año siguiente finalizó en la tercera posición (siendo la más alta de su historia). En 2020, con un torneo reducido debido a la pandemia de COVID-19 fue eliminado en cuartos de final por La Luz. En 2021 vuelve a decaer: con sólo 7 puntos en 10 partidos, es el 10° de 11 en su serie (y posición 18° de 21 en el global).

### Ascenso al profesionalismo
La historia de Potencia da un salto en la campaña de 2022 con el ascenso a la Segunda División Profesional. En esa temporada el equipo de La Teja obtuvo la cuarta posición, y gracias al incremento de clubes en Segunda, esta posición le permitió clasificar al repechaje ante el legendario Central Español. En la ida en el Parque Palermo empataron 0-0 y en la revancha (disputada en el Estadio Olímpico) volvieron a empatar, en este caso 2-2, pero Potencia quebró la paridad en el alague con un golazo de Leandro Sureda.
Ya en Segunda División, el 17 de marzo de 2023 vence al Club Atlético Bella Vista por 2 a 1 en el estadio Estadio Luis Tróccoli, alcanzando así su primera victoria en la era profesional.

## Símbolos

### Escudo y bandera
El escudo y la bandera institucional son similares. Se trata de un diseño compuesto por una franja central verde, con un contorno de color rojo. Encima hay un rectángulo blanco, delimitado por una línea negra, con el texto "I.A. Potencia" en color rojo. Debajo, en color blanco y dentro del bastón verde, se encuentra la fecha de fundación del club "2001".

## Uniforme
El color principal del equipo es el verde (y ese es el color de su camiseta original) y proviene del Colegio Salesiano de La Teja. Desde que participa en competiciones oficiales la camiseta ha sido siempre verde y blanca a franjas horizontales, diseño similar al Celtic de Glasgow.
- Uniforme titular: Camiseta verde y blanca a franjas horizontales, pantalón negro, medias blancas.
- Uniforme alternativo: Camiseta, pantalón y medias negras, con vivos rojos.

### Histórico Indumentaria
| Período   | Logo | Proveedor |
| --------- | ---- | --------- |
| 2001-2002 |      | Sin Marca |
| 2001-2009 |      | Podium    |
| 2010-2013 |      | Mgr       |
| 2014-2015 |      | Community |
| 2015-2021 |      | Mgr       |
| 2022-2023 |      | Umbro     |

Patrocinador
| Período | Patrocinador                                                                                           |
| ------- | --- |
| 2004    | El Tejano                                                                                              |
| 2005    | El Tejano                                                                                              |
| 2006    | El Tejano                                                                                              |
| 2007    | El Tejano                                                                                              |
| 2008    | El Tejano                                                                                              |
| 2009    | El Tejano                                                                                              |
| 2010    | Electricidad Daniel                                                                                    |
| 2011    | Nautizar                                                                                               |
| 2012    | Nautizar Ciudad Limpia Galdom                                                                          |
| 2013    | Electricidad Daniel Pizzería Potencia                                                                  |
| 2014    | Sicarde El Golazo                                                                                      |
| 2015    | Sicarde Cortiluz                                                                                       |
| 2016    | Sicarde                                                                                                |
| 2017    | Sicarde                                                                                                |
| 2018    | Sicarde                                                                                                |
| 2019    | Sicarde                                                                                                |
| 2020    | Sicarde Vinilos Suarez Mundo Eléctrico                                                                 |
| 2021    | Sicarde Vinilos Suarez El Tejano El Puente                                                             |
| 2022    | Sicarde Agencia Juncal Vinilos Suarez                                                                  |
| 2023    | Sicarde Agencia Juncal Vinilos Suarez Médica Uruguaya Emergencia Uno Conejo La Nueva Belvedere Cortluz |

## Presidentes

### Cronología de presidentes
- 2001 - febrero a junio - Sr. Diego Amaro
- 2001 - junio a diciembre - Sr. Gonzalo Terzaghi
- 2002 - enero a julio - Sr. Martín González
- 2002 - julio a diciembre - Sr. Agustín Montemuiño
- 2003 a 2012 - Sr. Diego E. Gerolami
- 2013-presente - Sr. Nazareth Ferreira

## Datos estadísticos del club
Datos actualizados hasta la temporada 2025 inclusive.
- Temporadas en Primera División: 0
- Temporadas en Segunda División: 1 (2023)
- Temporadas en Tercera División: 14 (2010/11-2022 / 2024-presente)
- Primer partido: Potencia 3 - Parque del Plata 1, el 19 de setiembre de 2010, en el Parque Bossio.
- Primer gol de la historia: Alfredo Salaverry (en ese partido).
- Mayor goleada a favor: La Luz 0 - Potencia 6, el 18 de julio de 2012, en el Parque Oriental de La Paz.[6]
- Mayor goleada en contra: La Luz 7 - Potencia 0, en Copa AUF Uruguay 2022.

## Palmarés
Ascenso a Segunda División año 2022.

### Torneos no oficiales
- Copa Walter Castro 2010
- Copa 172° Aniversario del Barrio 2014
- Copa El Area 2022
- Copa El Maná 2022